# Atelopus muisca
Atelopus muisca är en groddjursart som beskrevs av Jose Vicente Rueda-Almonacid och Julio Mario Hoyos 1992. Atelopus muisca ingår i släktet Atelopus och familjen paddor. IUCN kategoriserar arten globalt som akut hotad. Inga underarter finns listade.